# Hávor János
Hávor János (Szécsény, 1708. november 25. – ?, 1773 után) Jézus-társasági áldozópap, később világi lelkész.

## Élete
Pozsonyben végezte gimnáziumi tanulmányait. 1723. október 14-én Bécsben lépett a rendbe. 1740-től 1749-ig tanította a bölcseletet és teológiát Nagyszombatban, 1742-ben a vitatkozástan, 1743-ban az erkölcstan, 1746-ban a skolasztika, 1748/49-ben a dogmatika tanára volt. Egybe mint a kar dékánja is működött. Azután rektor volt Kassán, 1757-től Pécsett, végül Szakolcán. 1770-ben a kassai nyomda igazgatója lett és ezen állásában volt még 1773-ban is, mikor a rendet feloszlatták.

## Munkái
- Epitomae Historiae Byzantinae, e compluribus Graecis praesertim scriptoribus concinnata a Constantino Magno, ad Arcadium imperatorem. Promotore... Tyrnaviae, 1741
- Historia apostolica, ex antiquis monumentis collecta, opera et studio Antonii Sandini... Laureatis honoribus... neodoctorum. Tyrnaviae, 1749

Kézirati munkái az esztergomi főegyházi könyvtárban: Tractatus de Incarnatione, Angelis actibus humanis. Tyrnaviae, 1746., De Deo uno, trino, de Jure et Justitia. Tyrnaviae, 1748.